# South Hadley
South Hadley est une ville située dans le comté de Hampshire dans l'État du Massachusetts aux États-Unis. Lors du recensement de 2010, la population de la ville s'élevait à 17 514 habitants. D'un point de vue statistique, la ville appartient à la zone métropolitaine de la ville de Springfield.

## Points d'intérêt
- Mount Holyoke College

## Résidents célèbres
- Mary Lyon, professeure, fondatrice du Mount Holyoke College
- Daniel T. Barry, astronaute
- Gerald Warner Brace (en) (1901–1978) écrivain, enseignant et marin
- Donald R. Dwight (en) (1931–), lieutenant-gouverneur du Massachusetts de 1971 à 1975[1]
- Elizabeth Storrs Mead, (1832-1917)  présidente du Mount Holyoke College,
- Mary Emma Woolley (1863-1947) présidente du Mount Holyoke College,
- Jeannette Augustus Marks (1875-1964) écrivaine, directrice du département littérature anglais au Mount Holyoke College
- George Herbert Mead (1863–1931) philosophe
- Henry Rox (1899-1967), professeur de sculpture et d'histoire de l'art au Mount Holyoke College
- Phineas White (en) (1770 - 1847) politicienne[2]
- Benjamin Ruggles Woodbridge (en) (1739–1819) médecin et militaire durant la révolution américaine[3],[4]
- Joseph Brodsky (1940-1996), poète et essayiste russe